# Andrena macroptera
Andrena macroptera är en biart som beskrevs av Warncke 1974. Andrena macroptera ingår i släktet sandbin, och familjen grävbin. Inga underarter finns listade i Catalogue of Life.